# 死亡和生命
《死亡和生命》（德語：Tod und Leben）是奧地利畫家古斯塔夫·克林姆的一幅布面油畫。此畫於1908年動工，1915年完成。是黃金時期寓言畫風的新藝術風格海報和圖形藝術代表作。這幅畫長約178x198厘米，現藏於維也納的利奧波德博物館。

## 歷史

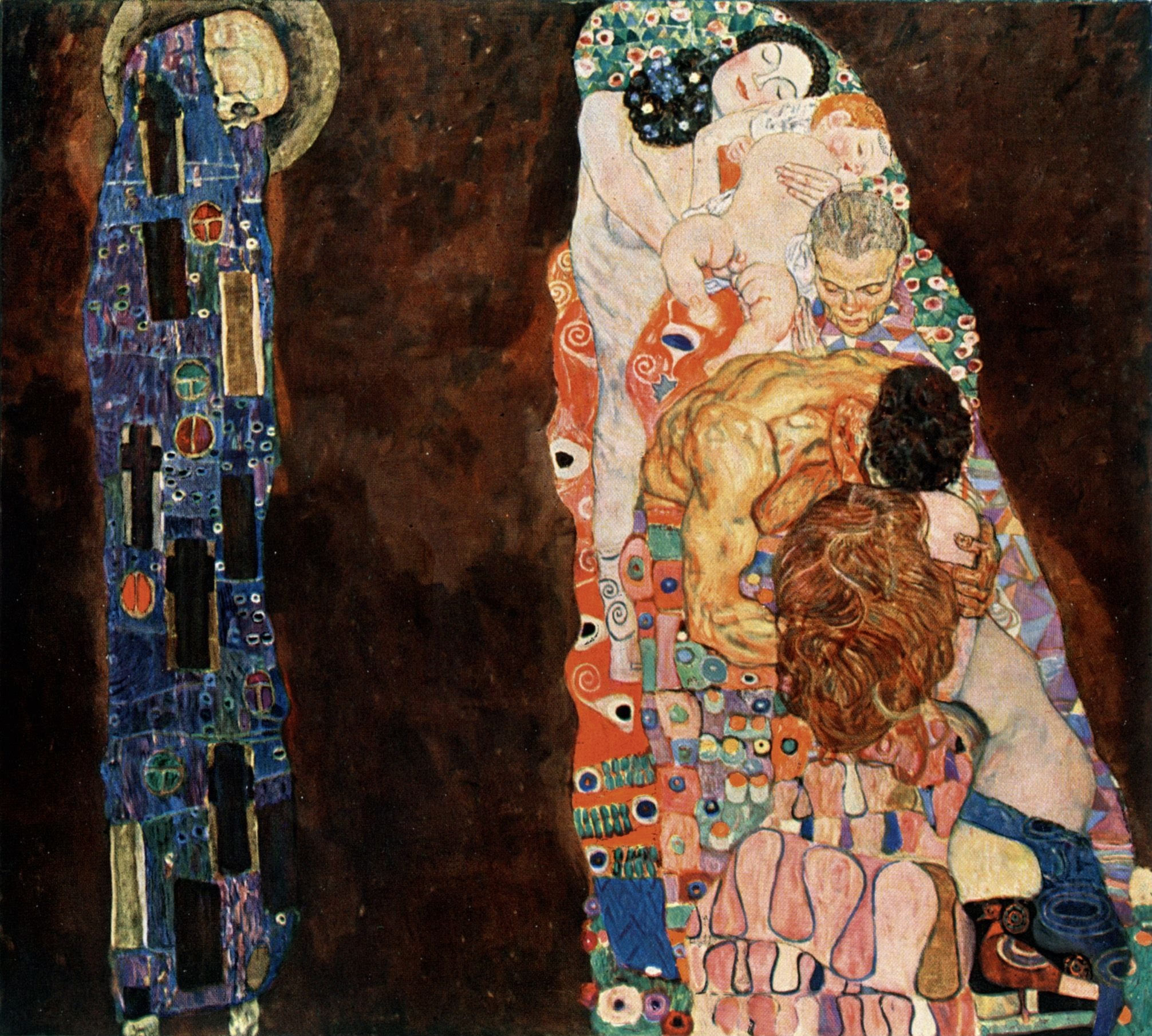
《死亡和生命（第一版）》；1910-11年，（布面油畫，2,005毫米×1,805毫米，現存利奧波德博物館）

1911年，《死亡和生命》在羅馬的國際藝術展中獲得一等獎。1912年，克里姆在德累斯頓的一個藝術展上展出了這幅畫。後則在1913年於布達佩斯和曼海姆，1914年在布拉格，1916年在柏林，1917年在斯德哥爾摩，1917/1918年在哥本哈根，1918年在蘇黎世等國家進行展示，在這幅畫的前五次展覽之後，克里姆特於1915年對這幅畫作了修改。他將畫作的背景從金色改為灰色，並添加了一些馬賽克。
1923年起，《死亡和生命》多次在維也納巡迴展出，曾在1958年和1965年被出借至威尼斯、纽约和倫敦展示。

## 描述
《死亡和生命》呈現著一個生命在進程。克林姆在該畫作採用單線平塗的風格繪製，畫作的人物相互重疊、凝聚的意象，左側則有象徵死亡的死神形象正在凝視著彼此擁抱的眾人們。
畫作所描繪的「死亡」以及「生命」一直是克里姆的中心主題之一，對他的以及同時代的愛德華·蒙克和埃貢·席勒等人也深具影響。在畫作中，克里姆把生命的逝去呈現成如同死亡之舞般的轉瞬即逝的形象，但與席勒的呈現較為不同之處，則為《死亡和生命》引入了希望與和解的音符，並非讓畫作呈現著受到死亡的絕望及威脅 ，而藝術家的想像力也不再關注於身體上的結合，而是關注結合前顯現的期望。也許這種寧靜也源於克里姆對於自己逐漸衰老和面對死亡的觀點。但在那一刻到來之前，他選擇只描繪著生命們在極度愉悅的美麗時刻，獲得奇蹟般的青春的瞬即之間。

## 氣候抗議

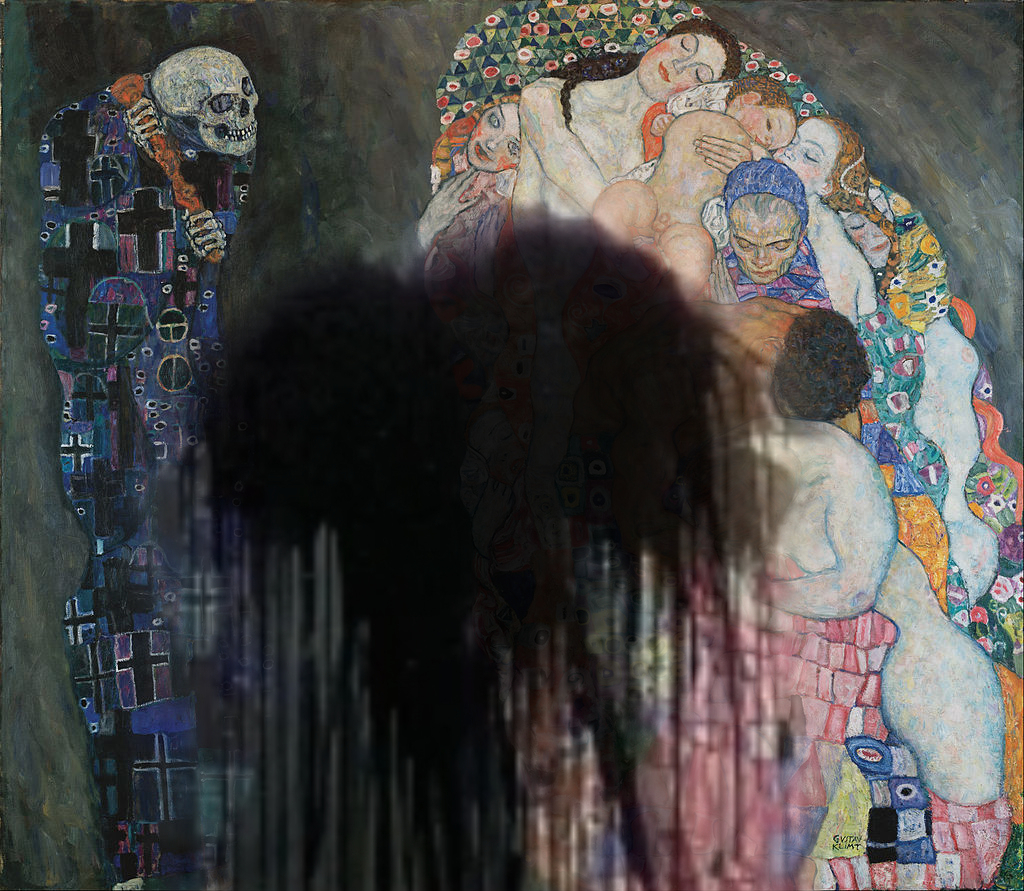
被氣候抗議組織噴漆的《死亡和生命》，畫作在此次攻擊中並未受到破壞。

2022年11月15日，氣候抗議組織最後一代奧地利（Letzte Generation Österreich）的成員將黑色油狀液體潑灑到畫作的保護玻璃上，抗議「石油和天然氣鑽探……對社會判處死刑」，由於黑漆潑灑在玻璃上。因此下面的畫完好無損。

## 外部連結
- Analysis of Gustav Klimt's Death and Life （页面存档备份，存于）